# Karen Harup
Karen Margrethe Harup, née le 20 novembre 1924 à Gentofte et morte le 19 juillet 2009 à Copenhague, est une nageuse danoise.

## Biographie
Aux Jeux olympiques d'été de 1948 à Londres, Karen Harup obtient trois médailles, égalant ainsi le record du plus grand nombre de médailles olympiques gagnées par un Danois en une édition, détenu par le tireur sportif Anders Peter Nielsen. Quatrième du 100 mètres nage libre, elle est sacrée championne olympique sur 100 mètres dos, et termine deuxième des finales du 400 mètres nage libre et du relais 4 × 100 mètres nage libre.
Elle entre à l'International Swimming Hall of Fame en 1975.

## Palmarès

### Championnats d'Europe
- Championnats d'Europe 1947 à Roquebrune-Cap-Martin (France)
  -  Médaille d'or du 400 m nage libre
  -  Médaille d'or du 100 m dos
  -  Médaille d'or du relais 4 × 100 m nage libre